# Jarosław Mądry
Jarosław Mądry (* 31. März 1968) ist ein ehemaliger polnischer Skispringer.

## Werdegang
Mądry, der für den Verein WKS Legia Zakopane startete, gab sein internationales Debüt am 30. Dezember 1987 im Rahmen der Vierschanzentournee 1987/88. Dies war zudem sein Debüt im Skisprung-Weltcup. Er blieb in diesem wie auch den weiteren Springen der Tournee weit hinter der Weltspitze zurück und beendete die Tournee auf dem 73. Rang der Gesamtwertung. Bei der Skiflug-Weltmeisterschaft 1988 in Oberstdorf landete er auf dem 41. Platz im Einzelfliegen.
Auch bei der folgenden Vierschanzentournee 1988/89 konnte sich Mądry im Vergleich zum Vorjahr kaum steigern und erreichte mit 300 Punkten am Ende den 72. Platz der Tournee-Gesamtwertung.
Bei der Nordischen Skiweltmeisterschaft 1989 in Lahti sprang Mądry von der Normalschanze auf Rang 56, von der Großschanze auf Rang 58 und gemeinsam mit Bogdan Papierz und Jan Kowal im Teamspringen auf Rang 12. Im März 1989 gewann er Silber im Einzelspringen bei der Winter-Universiade 1989 in Sofia.
Ab Dezember 1989 startete Mądry erstmals außerhalb der Tournee im Weltcup. Jedoch gelang ihm auch bis zu seinem letzten Weltcup-Springen im Januar 1993 keine einzige Platzierung in den Punkterängen. Sein bestes Ergebnis war ein 34. Platz in Engelberg im Februar 1990. Nach einer weiteren Bronzemedaille im Team bei der Winter-Universiade 1993 in Zakopane beendete Mądry aus gesundheitlichen Gründen seine aktive Skisprungkarriere.
1990 gewann er seinen ersten und einzigen nationalen Meistertitel im Einzel, nachdem er 1989 noch Silber gewann. Mit seinem Team WKS Zakopane konnte er zudem sieben Mal Meister werden.

## Erfolge

### Vierschanzentournee-Platzierungen
| Saison  | Platz | Punkte |
| ------- | ----- | ------ |
| 1987/88 | 73.   | 296,2  |
| 1988/89 | 72.   | 300,0  |